# سیارک ۵۰۶۸
سیارک ۵۰۶۸ (به انگلیسی: 5068 Cragg، نامگذاری:1990TC) پنج هزار و شصت و هشتمین سیارک کشف شده‌است که در ۹ اکتبر ۱۹۹۰ کشف شد.
قدر مطلق سیارک برابر ۱۲٫۰۰ است.